# コンガルオール・オンダール

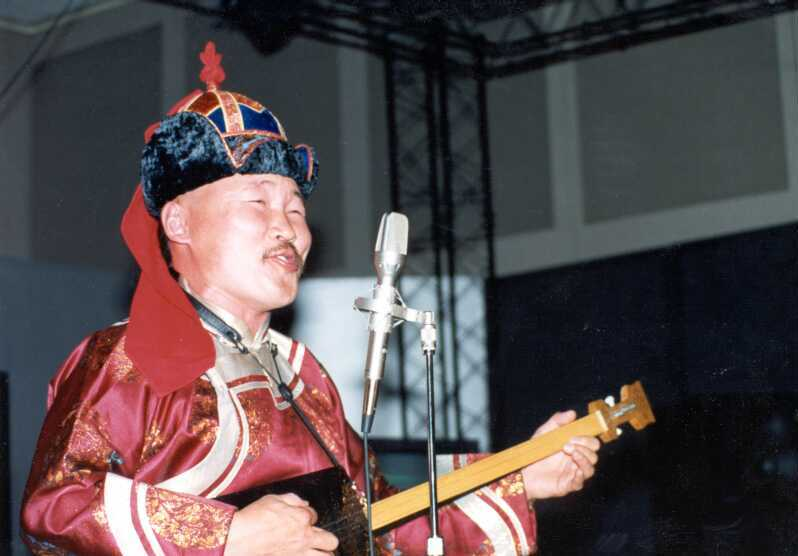
コンガルオール・オンダール

コンガルオール・オンダール（Kongar-ol Ondar、1962年3月29日 - 2013年7月25日）は、トゥヴァ共和国のホーメイ歌手。
アメリカの歌手ポール・ペナとの交流を描いたドキュメンタリー映画『ジンギス・ブルース』で知名度を得た。ベラ・フレック・アンド・フレックトーンズのアルバムにも参加している。